# Rich Communication Services
Rich Communication Services (RCS) és un estàndard de protocol de comunicació per a missatgeria instantània, principalment per a telèfons mòbils, desenvolupat i definit per la GSM Association (GSMA). Pretén ser un substitut dels SMS i MMS a les xarxes mòbils amb funcions més modernes, com ara compatibilitat amb imatges i vídeos d'alta resolució, indicadors d'escriptura, compartició de fitxers i una funcionalitat de xat en grup millorada. El desenvolupament de RCS va començar el 2007, però les primeres versions mancaven de funcions i interoperabilitat; es va desenvolupar una nova especificació anomenada Universal Profile que s'ha implementat contínuament des del 2017.
RCS ha estat dissenyat com un estàndard obert a la indústria per proporcionar capacitats millorades respecte a la missatgeria de text bàsica, basada en el Protocol d'Internet (IP). El seu desenvolupament també ha rebut el suport dels operadors de xarxes mòbils per recuperar la seva influència contra les aplicacions i serveis de xat OTT (over-the-top) individuals. Les funcions addicionals d'RCS inclouen informació de presència, compartició d'ubicació i multimèdia, videotrucades i funcionament a través de dades mòbils o Wi-Fi, integrades de forma nativa als telèfons mòbils sense necessitat de descarregar aplicacions de tercers.
A partir del 2020, RCS s'havia desplegat a 90 operadors de telefonia mòbil en 60 països de tot el món, tenia més de mil milions d'usuaris actius mensuals el 2023, i tenia aproximadament 2.500 milions d'usuaris actius mensuals el 2024. RCS es pot utilitzar a qualsevol lloc sense suport d'operador mitjançant Google Messages a Android, on es proporciona a través del seu propi backend Jibe en lloc del d'un operador mentre encara està connectat a la xarxa global RCS, i a més va ser el primer a oferir xifratge de punta a punta a través de RCS. El xifratge de punta a punta mitjançant MLS es va afegir a l'estàndard RCS el març de 2025, però encara no s'ha implementat. Apple va afegir compatibilitat amb RCS a Missatges amb iOS 18 el setembre de 2024; RCS també és accessible des d'ordinadors de sobretaula a través del client web de Google Messages o mitjançant Microsoft Phone Link.

## Marca
RCS també es comercialitza com a Advanced Messaging i 5G Messaging (a la Xina); anteriorment es comercialitzava de diverses maneres com a funcions de xat, xat millorat, joyn, SMSoIP , i SMS+.

## Suport de programari
Samsung Electronics va ser un dels primers fabricants d'equips originals (OEM) de dispositius importants a donar suport a la iniciativa RCS i va llançar comercialment dispositius compatibles amb RCS a Europa el 2012 i als Estats Units el 2015. Després del llançament de la nova especificació RCS Universal Profile, Samsung la va donar suport en nous dispositius des del 2017 a la seva aplicació Missatges. El desembre de 2020, Samsung va actualitzar la seva aplicació One UI Messages per permetre també als usuaris optar per RCS mitjançant el backend Jibe de Google en lloc dels operadors en determinades regions. El client de Samsung Messages marca la capacitat RCS com a funcions de xat i mostra Introdueix el missatge de xat al quadre de missatge. A partir del 2024, Samsung Messages ja no vindrà precarregat als telèfons Galaxy venuts al mercat dels Estats Units i s'instal·larà Google Messages. El gener de 2025, Samsung Messages es va eliminar de la Google Play Store. L'aplicació continua funcionant per als usuaris existents.
Els telèfons mòbils amb Android i Google Play Services són compatibles amb RCS amb la seva aplicació de missatgeria nativa, Google Messages, començant per Android Lollipop. El juny de 2019, Google va anunciar que començaria a implementar RCS de manera voluntària a través de l'aplicació Missatges, amb un servei compatible amb el Perfil Universal i allotjat per Google (és a dir, Jibe) en lloc de l'operador de l'usuari, si l'operador no proporciona RCS.  Abans del 2023, l'aplicació Google Messages anomenava la comunicació RCS com a Chat, abans que es canviés el nom a RCS per ser més clar. El març de 2024, es va informar que Google estava bloquejant "silenciosament" RCS en Android rootejats.
Altres versions d'Android, com ara HarmonyOS de Huawei a la Xina, també admeten RCS a través de clients de missatgeria nadius (EMUI versió 8.1+).
El juny de 2024, Apple va anunciar que la compatibilitat amb RCS s'afegiria a l'aplicació Missatges a iOS 18 ; igual que amb els SMS, RCS es mostra amb bombolles i botons de missatge verds, tot i que es mostra un indicador RCS al camp de text del compositor de missatges. iOS 18 es va llançar amb compatibilitat amb RCS el setembre de 2024.
| Aplicació                                   | Plataforma         | País      | Cal suport de Carrier RCS                                                     | Funcions que no són de GSMA sobre RCS                                                                               |
| ------------------------------------------- | ------------------ | --------- | ----------------------------------------------------------------------------- | --- |
| Missatges de Google                         | Android            | 🌐 Global | No (Google Jibe proporciona el servei RCS directament si l'operador no ho fa) | Xifratge de punta a punta (només a Missatges de Google). Universal Profile RCS 3.0 E2EE encara no s'ha implementat. |
| Missatges (Apple)                           | iOS 18+            | 🌐 Global | Sí                                                                            | |
| Samsung Messages (parcialment descontinuat) | Android            | 🌐 Global | Sí                                                                            | |
| +Missatge                                   | Android, iOS       | Japan     | Sí                                                                            | |
| Diversos clients de missatgeria nadius      | HarmonyOS, HyperOS | China     | Sí                                                                            | |

## Desenvolupament i història
La iniciativa industrial Rich Communication Suite va ser formada per un grup de promotors de la indústria el 2007. El febrer de 2008, la GSM Association (GSMA) es va convertir oficialment en la seu del projecte RCS i l'organització va establir un comitè directiu de RCS, anunciat oficialment com a Rich Communications Suite el 15 de setembre de 2008, més tard conegut com a Rich Communication Services. Les empreses que van participar en el seu llançament van ser: els operadors Orange, Telecom Italia, Telefónica i TeleSonera, els proveïdors de xarxes Ericsson i Nokia Siemens Networks, i els proveïdors de dispositius Nokia, Sony Ericsson i Samsung. El comitè directiu va especificar la definició, les proves i la integració dels serveis al conjunt d'aplicacions.

## Comparació amb SMS
Els SMS (servei de missatges curts) es van implementar a les xarxes mòbils a la dècada del 1990 juntament amb les primeres xarxes GSM digitals 2G. Utilitza la tecnologia tradicional de commutació de circuits, a diferència dels estàndards orientats a paquets basats en dades que es van introduir amb tecnologies més noves com el GPRS i que ara són estàndard. Els SMS tenen nombroses limitacions en comparació amb els estàndards de missatgeria més moderns (com els clients de missatgeria instantània), com ara un límit de 160 caràcters, la manca de confirmacions de lectura i la compartició de contingut multimèdia (es poden compartir imatges, però s'enviarien com a MMS, amb un cost més elevat). RCS pretén ser un successor modern amb funcions més noves, tot mantenint-se com un estàndard obert per a xarxes mòbils com ara SMS i, per tant, tampoc seria un "jardí emmurallat" tancat com les xarxes de missatgeria comercials (també conegudes com a serveis OTT (over-the-top)) com ara Messenger i WhatsApp.
A més, RCS està basat en IP, en lloc de l'estàndard SS7 (Signalling System No.7) que utilitza SMS. A diferència dels SMS, RCS pot requerir una connexió a Internet depenent dels servidors RCS; això s'explica amb més detall a la secció Detalls tècnics que hi ha a continuació.

## Detalls tècnics
El perfil universal RCS es basa en el marc arquitectònic del subsistema multimèdia IP (IMS) del 3GPP i utilitza el protocol d'inici de sessió (SIP) per establir sessions i intercanviar missatges i altres continguts.
RCS pot requerir una connexió a Internet depenent dels servidors RCS: en una configuració de "registre únic" IMS, el trànsit de missatgeria SIP es pot reenviar per enviar-se directament a la xarxa de l'operador, en lloc de passar per Internet en un escenari de "registre dual". En els casos en qu
è RCS pot operar a través de xarxes cel·lulars sense dades, admet missatgeria, així com transferència de fitxers, trucades enriquides i més.

### Característiques
RCS Universal Profile pretén construir sobre els SMS amb funcions interactives addicionals que han esdevingut cada cop més rellevants en el món de la missatgeria instantània. Això inclou indicadors d'escriptura, confirmacions de lectura, compartició de fitxers, compartició de fotos i vídeos d'alta resolució, funcionalitat de xat en grup millorada, missatges d'àudio i sondeig de la llibreta telefònica per a la descoberta de serveis. El servei enllaça directament amb el número de telèfon de l'usuari i no requereix cap registre de compte, ni tampoc la descàrrega i configuració d'aplicacions de xat de tercers des d'una botiga d'aplicacions.

### Suport de xifratge
El xifratge d'extrem a extrem (E2E) via MLS està especificat per Universal Profile RCS 3.0 a partir del març de 2025, però encara no s'ha implementat. Anteriorment, el xifratge E2E no era una característica de RCS especificada per GSMA, sinó que es delegava als clients individuals l'establiment del xifratge E2E. El setembre de 2024, la GSMA va anunciar que estava treballant per portar el xifratge interoperable E2E a l'estàndard Universal Profile RCS. RCS utilitza el xifratge de seguretat de la capa de transport quan el xifratge E2E no està disponible. Google afirma que només conservarà les dades dels missatges en trànsit fins que es lliurin al destinatari a través de la infraestructura de Google. Google Jibe proporciona infraestructura RCS per a diversos operadors globals, així com directament a Google Messages si l'operador no ofereix RCS.